# John Crichton-Stuart, V marchese di Bute
John Crichton-Stuart, V marchese di Bute (4 agosto 1907 – 14 agosto 1956), è stato un nobile britannico.

## Ascendenze
Era figlio del IV Marchese di Bute, di cui portava anche il nome John Crichton-Stuart, e di Augusta Bellingham. Da parte paterna discendeva da Roberto II di Scozia, tramite John Steward, figlio illegittimo di Roberto II e di Moira Leitch. Da parte materna invece discendeva da Guglielmo IV del Regno Unito, attraverso la Contessa di Erroll Elizabeth Hay, una delle sue figlie illegittime avute dall'amante Dorothea Jordan.

## Interessi
Il Marchese fu un esperto ornitologo; nel 1931 acquistò le isole di Saint Kilda, per preservarle come un santuario dei volatili, lasciando poi l'arcipelago in eredità nel 1956 al National Trust for Scotland.

## Matrimonio e figli
Il 26 aprile 1932 sposò Lady Eileen Beatrice Forbes (1912–1993), figlia di Bernard Forbes, VIII conte di Granard, e di sua moglie Beatrice Mills, una donna dell'alta società americana figlia di Ogden Mills. Ebbero quattro figli:
- John Crichton-Stuart, VI marchese di Bute (27 febbraio 1933 – 22 luglio 1993)
- Lord David Crichton-Stuart (27 febbraio 1933 – 1977)
- Lord James Crichton-Stuart (17 settembre 1935 – 5 dicembre 1982). Sposò e divorziò dalla modella Sarah Frances Croker-Poole, che in seguito sposò il leader religioso musulmano Karim Aga Khan IV, si convertì all'Islam, prese il nome di 'Salimah Aga Khan' e divenne madre di tre figli dall'Aga Khan, tra cui il suo probabile erede, Rahim Aga Khan.
- Lady Caroline Moira Fiona Crichton-Stuart (nata il 7 gennaio 1941)

## Ascendenza
|                                            |                                    |                                                    | Genitori                                        |  |  | Nonni |  |  | Bisnonni                                  |  |  | Trisnonni                      |  |
|                                            |                                    |                                                    |                                                 |  |  |       |  |  | John Crichton-Stuart, II marchese di Bute |  |  | John Stuart, lord Mount Stuart |  |
|                                            |                                    |                                                    |                                                 |  |  |       |  |  | John Crichton-Stuart, II marchese di Bute |  |  | John Stuart, lord Mount Stuart |  |
|                                            |                                    | ladylizabeth McDouall-Crichton                     |                                                 |  |  |       |  |  | John Crichton-Stuart, II marchese di Bute |  |  |                                |  |
| John Crichton-Stuart, III marchese di Bute |                                    |                                                    |                                                 |  |  |       |  |  | John Crichton-Stuart, II marchese di Bute |  |  |                                |  |
|                                            |                                    | lady Sophia Rawdon-Hastings                        | Francis Rawdon-Hastings, I marchese di Hastings |  |  |       |  |  |                                           |  |  |                                |  |
|                                            |                                    | lady Sophia Rawdon-Hastings                        | Francis Rawdon-Hastings, I marchese di Hastings |  |  |       |  |  |                                           |  |  |                                |  |
|                                            |                                    | lady Sophia Rawdon-Hastings                        | Flora Mure-Campbell, VI contessa di Loudoun     |  |  |       |  |  |                                           |  |  |                                |  |
| John Crichton-Stuart, IV marchese di Bute  |                                    | lady Sophia Rawdon-Hastings                        |                                                 |  |  |       |  |  |                                           |  |  |                                |  |
|                                            |                                    | Edward Fitzalan-Howard, I barone Howard di Glossop | Henry Howard, XIII duca di Norfolk              |  |  |       |  |  |                                           |  |  |                                |  |
|                                            |                                    | Edward Fitzalan-Howard, I barone Howard di Glossop | Henry Howard, XIII duca di Norfolk              |  |  |       |  |  |                                           |  |  |                                |  |
|                                            |                                    | Edward Fitzalan-Howard, I barone Howard di Glossop | lady Charlotte Sophia Leveson-Gower             |  |  |       |  |  |                                           |  |  |                                |  |
| hon. Gwendolen Fitzalan-Howard             |                                    | Edward Fitzalan-Howard, I barone Howard di Glossop |                                                 |  |  |       |  |  |                                           |  |  |                                |  |
|                                            |                                    | Augusta Talbot                                     | hon. George Henry Talbot                        |  |  |       |  |  |                                           |  |  |                                |  |
|                                            |                                    | Augusta Talbot                                     | hon. George Henry Talbot                        |  |  |       |  |  |                                           |  |  |                                |  |
|                                            |                                    | Augusta Talbot                                     | Augusta Jones St.Paul                           |  |  |       |  |  |                                           |  |  |                                |  |
| John Crichton-Stuart, V marchese di Bute   |                                    | Augusta Talbot                                     |                                                 |  |  |       |  |  |                                           |  |  |                                |  |
|                                            | sir Alan Bellingham, III baronetto | sir Alan Bellingham, II baronetto                  |                                                 |  |  |       |  |  |                                           |  |  |                                |  |
|                                            | sir Alan Bellingham, III baronetto | sir Alan Bellingham, II baronetto                  |                                                 |  |  |       |  |  |                                           |  |  |                                |  |
|                                            | sir Alan Bellingham, III baronetto | Elizabeth Walls                                    |                                                 |  |  |       |  |  |                                           |  |  |                                |  |
| sir Henry Bellingham, IV baronetto         | sir Alan Bellingham, III baronetto |                                                    |                                                 |  |  |       |  |  |                                           |  |  |                                |  |
|                                            |                                    | Elizabeth Clarke                                   | Henry Clarke                                    |  |  |       |  |  |                                           |  |  |                                |  |
|                                            |                                    | Elizabeth Clarke                                   | Henry Clarke                                    |  |  |       |  |  |                                           |  |  |                                |  |
|                                            |                                    | Elizabeth Clarke                                   | Elizabeth Claypon                               |  |  |       |  |  |                                           |  |  |                                |  |
| Augusta Bellingham                         |                                    | Elizabeth Clarke                                   |                                                 |  |  |       |  |  |                                           |  |  |                                |  |
|                                            |                                    | Charles Noel, II conte di Gainsborough             | Charles Noel, I conte di Gainsborough           |  |  |       |  |  |                                           |  |  |                                |  |
|                                            |                                    | Charles Noel, II conte di Gainsborough             | Charles Noel, I conte di Gainsborough           |  |  |       |  |  |                                           |  |  |                                |  |
|                                            |                                    | Charles Noel, II conte di Gainsborough             | Elizabeth Grey                                  |  |  |       |  |  |                                           |  |  |                                |  |
| lady Constance Noel                        |                                    | Charles Noel, II conte di Gainsborough             |                                                 |  |  |       |  |  |                                           |  |  |                                |  |
|                                            |                                    | lady Ida Hay                                       | William George Hay, XVIII conte di Erroll       |  |  |       |  |  |                                           |  |  |                                |  |
|                                            |                                    | lady Ida Hay                                       | William George Hay, XVIII conte di Erroll       |  |  |       |  |  |                                           |  |  |                                |  |
|                                            |                                    | lady Ida Hay                                       | lady Elizabeth FitzClarence                     |  |  |       |  |  |                                           |  |  |                                |  |
|                                            |                                    | lady Ida Hay                                       |                                                 |  |  |       |  |  |                                           |  |  |                                |  |